# Engoniophos
Engoniophos là một chi ốc biển, là động vật thân mềm chân bụng sống ở biển trong họ Buccinidae.

## Các loài
Các loài trong chi Engoniophos gồm có:
- Engoniophos unicinctus (Say, 1826)[2]